# Seven de España 2022 (Sevilla)
El Seven de Sevilla 2022 fue el cuarto torneo de la Serie Mundial Masculina de Rugby 7 2021-22.
Se realizó entre el 28 y 30 de enero de 2022 en el Estadio de La Cartuja en Sevilla, España.

## Formato
Se dividieron los quince equipos participantes en cuatro grupos. Cada grupo se resolvió con el sistema de todos contra todos a una sola ronda; la victoria otorgó 3 puntos, el empate 2 y la derrota 1 punto.
Los dos equipos con más puntos en cada grupo avanzaron a cuartos de final de la Copa. Los cuatro ganadores avanzan a semifinales de la Copa, y los cuatro perdedores a semifinales por el quinto puesto.
Los dos equipos con menos puntos en cada grupo jugaron la Challenge Trophy, definiendo en la misma el puesto final a ocupar en el torneo y los puntos correspondientes a tal mérito que suman para la tabla anual de la  Serie Mundial Masculina de Rugby 7 2021-22.

## Equipos
| - Alemania - Argentina - Australia - Canadá | - Escocia - España - Estados Unidos - Francia | - Gales - Inglaterra - Irlanda - Jamaica | - Japón - Kenia - Sudáfrica |

## Fase de grupos
|  | Avanzan a cuartos de final. |

### Grupo A
| Pos | Países         | Partidos | Partidos | Partidos | Tantos | Tantos | Tantos | Pts |
| Pos | Países         | G        | E        | P        | PF     | PC     | DP     | Pts |
| --- | -------------- | -------- | -------- | -------- | ------ | ------ | ------ | --- |
| 1   | Sudáfrica      | 2        | 0        | 0        | 57     | 31     | +26    | 9   |
| 2   | Estados Unidos | 1        | 0        | 1        | 47     | 50     | −3     | 7   |
| 3   | España         | 0        | 0        | 2        | 38     | 61     | −23    | 5   |

| 28 de enero | Estados Unidos | 28 - 26 | España |  |  |

| 29 de enero | Sudáfrica | 33 - 12 | España |  |  |

| 29 de enero | Sudáfrica | 24 - 19 | Estados Unidos |  |  |

### Grupo B
| Pos | Países    | Partidos | Partidos | Partidos | Tantos | Tantos | Tantos | Pts |
| Pos | Países    | G        | E        | P        | PF     | PC     | DP     | Pts |
| --- | --------- | -------- | -------- | -------- | ------ | ------ | ------ | --- |
| 1   | Argentina | 3        | 0        | 0        | 94     | 12     | +82    | 9   |
| 2   | Irlanda   | 2        | 0        | 1        | 67     | 24     | +43    | 7   |
| 3   | Alemania  | 1        | 0        | 2        | 45     | 71     | −26    | 5   |
| 4   | Jamaica   | 0        | 0        | 3        | 5      | 104    | −99    | 3   |

| 28 de enero | Irlanda | 33 - 5 | Alemania |  |  |

| 28 de enero | Argentina | 42 - 0 | Jamaica |  |  |

| 29 de enero | Irlanda | 22 - 0 | Jamaica |  |  |

| 29 de enero | Argentina | 33 - 0 | Alemania |  |  |

| 29 de enero | Alemania | 40 - 5 | Jamaica |  |  |

| 29 de enero | Argentina | 19 - 12 | Irlanda |  |  |

### Grupo C
| Pos | Países     | Partidos | Partidos | Partidos | Tantos | Tantos | Tantos | Pts |
| Pos | Países     | G        | E        | P        | PF     | PC     | DP     | Pts |
| --- | ---------- | -------- | -------- | -------- | ------ | ------ | ------ | --- |
| 1   | Inglaterra | 3        | 0        | 0        | 78     | 37     | +41    | 9   |
| 2   | Francia    | 2        | 0        | 1        | 98     | 36     | +62    | 7   |
| 3   | Japón      | 1        | 0        | 2        | 36     | 76     | −40    | 5   |
| 4   | Gales      | 0        | 0        | 3        | 27     | 90     | −63    | 3   |

| 28 de enero | Francia | 38 - 12 | Gales |  |  |

| 28 de enero | Inglaterra | 28 - 10 | Japón |  |  |

| 29 de enero | Francia | 43 - 0 | Japón |  |  |

| 29 de enero | Inglaterra | 26 - 10 | Gales |  |  |

| 29 de enero | Gales | 5 - 26 | Japón |  |  |

| 29 de enero | Inglaterra | 24 - 17 | Francia |  |  |

### Grupo D
| Pos | Países    | Partidos | Partidos | Partidos | Tantos | Tantos | Tantos | Pts |
| Pos | Países    | G        | E        | P        | PF     | PC     | DP     | Pts |
| --- | --------- | -------- | -------- | -------- | ------ | ------ | ------ | --- |
| 1   | Australia | 3        | 0        | 0        | 96     | 19     | +77    | 9   |
| 2   | Escocia   | 2        | 0        | 1        | 42     | 34     | +8     | 7   |
| 3   | Kenia     | 1        | 0        | 2        | 34     | 61     | −27    | 5   |
| 4   | Canadá    | 0        | 0        | 3        | 22     | 80     | −58    | 3   |

| 28 de enero | Canadá | 5 - 21 | Escocia |  |  |

| 28 de enero | Australia | 42 - 0 | Kenia |  |  |

| 29 de enero | Canadá | 5 - 24 | Kenia |  |  |

| 29 de enero | Australia | 19 - 7 | Escocia |  |  |

| 29 de enero | Escocia | 14 - 10 | Kenia |  |  |

| 29 de enero | Australia | 33 - 12 | Canadá |  |  |

## Fase Final

### Definición 13° puesto
|  | Semifinal | Semifinal | Semifinal |       |        | 13° puesto | 13° puesto | 13° puesto |  |
|  |           |           |           |       |        |            |            |            |  |
|  |           |           |           |       |        |            |            |            |  |
|  | Canadá    | Canadá    | 40        |       |        |            |            |            |  |
|  | Canadá    | Canadá    | 40        |       |        |            |            |            |  |
|  | Jamaica   | Jamaica   | 14        |       |        |            |            |            |  |
|  | Jamaica   | Jamaica   | 14        |       | Canadá | Canadá     | 14         |            |  |
|  |           |           |           |       | Canadá | Canadá     | 14         |            |  |
|  |           |           | Gales     | Gales | 19     |            |            |            |  |
|  |           |           | Gales     | Gales | 19     |            |            |            |  |
|  |           |           |           |       |        |            |            |            |  |
|  |           |           |           |       |        |            |            |            |  |
|  |           |           |           |       |        |            |            |            |  |
|  |           |           |           |       |        |            |            |            |  |

### Definición 9° puesto
|  | Cuartos de final | Cuartos de final | Cuartos de final |          |        | Semifinales | Semifinales | Semifinales |  |        | Noveno puesto | Noveno puesto | Noveno puesto |  |
|  |                  |                  |                  |          |        |             |             |             |  |        |               |               |               |  |
|  |                  |                  |                  |          |        |             |             |             |  |        |               |               |               |  |
|  | España           | España           | 21               |          |        |             |             |             |  |        |               |               |               |  |
|  | España           | España           | 21               |          |        |             |             |             |  |        |               |               |               |  |
|  | Canadá           | Canadá           | 10               |          |        |             |             |             |  |        |               |               |               |  |
|  | Canadá           | Canadá           | 10               |          | España | España      | 26          |             |  |        |               |               |               |  |
|  |                  |                  |                  |          | España | España      | 26          |             |  |        |               |               |               |  |
|  |                  |                  | Japón            | Japón    | 5      |             |             |             |  |        |               |               |               |  |
|  | Japón            | Japón            | Japón            | Japón    | 5      | 24          |             |             |  |        |               |               |               |  |
|  | Japón            | Japón            |                  |          |        |             |             |             |  |        |               |               |               |  |
|  | Jamaica          | Jamaica          | 19               |          |        |             |             |             |  |        |               |               |               |  |
|  | Jamaica          | Jamaica          | 19               |          |        |             |             |             |  | España | España        | 19            |               |  |
|  |                  |                  |                  |          |        |             |             |             |  | España | España        | 19            |               |  |
|  |                  |                  | Kenia            | Kenia    | 24     |             |             |             |  |        |               |               |               |  |
|  |                  |                  | Kenia            | Kenia    | 24     |             |             |             |  |        |               |               |               |  |
|  |                  |                  |                  |          |        |             |             |             |  |        |               |               |               |  |
|  |                  |                  |                  |          |        |             |             |             |  |        |               |               |               |  |
|  |                  | Kenia            | Kenia            | 24       |        |             |             |             |  |        |               |               |               |  |
|  |                  |                  |                  | 24       |        |             |             |             |  |        |               |               |               |  |
|  |                  |                  | Alemania         | Alemania | 7      |             |             |             |  |        |               |               |               |  |
|  | Alemania         | Alemania         | Alemania         | Alemania | 7      | 17          |             |             |  |        |               |               |               |  |
|  | Alemania         | Alemania         |                  |          |        |             |             |             |  |        |               |               |               |  |
|  | Gales            | Gales            | 7                |          |        |             |             |             |  |        |               |               |               |  |
|  | Gales            | Gales            | 7                |          |        |             |             |             |  |        |               |               |               |  |
|  |                  |                  |                  |          |        |             |             |             |  |        |               |               |               |  |

### Definición 5° puesto
|  | Semifinal      | Semifinal      | Semifinal      |                |            | 5° puesto  | 5° puesto | 5° puesto |  |
|  |                |                |                |                |            |            |           |           |  |
|  |                |                |                |                |            |            |           |           |  |
|  | Escocia        | Escocia        | 10             |                |            |            |           |           |  |
|  | Escocia        | Escocia        | 10             |                |            |            |           |           |  |
|  | Inglaterra     | Inglaterra     | 12             |                |            |            |           |           |  |
|  | Inglaterra     | Inglaterra     | 12             |                | Inglaterra | Inglaterra | 17        |           |  |
|  |                |                |                |                | Inglaterra | Inglaterra | 17        |           |  |
|  |                |                | Estados Unidos | Estados Unidos | 22         |            |           |           |  |
|  | Estados Unidos | Estados Unidos | Estados Unidos | Estados Unidos | 22         | 19         |           |           |  |
|  | Estados Unidos | Estados Unidos |                |                |            | 19         |           |           |  |
|  | Francia        | Francia        | 12             |                |            |            |           |           |  |
|  | Francia        | Francia        | 12             |                |            |            |           |           |  |
|  |                |                |                |                |            |            |           |           |  |

### Copa de oro
|  | Cuartos de final | Cuartos de final | Cuartos de final |           |           | Semifinales | Semifinales | Semifinales |         |              | Copa         | Copa         | Copa |  |
|  |                  |                  |                  |           |           |             |             |             |         |              |              |              |      |  |
|  |                  |                  |                  |           |           |             |             |             |         |              |              |              |      |  |
|  | Sudáfrica        | Sudáfrica        | 31               |           |           |             |             |             |         |              |              |              |      |  |
|  | Sudáfrica        | Sudáfrica        | 31               |           |           |             |             |             |         |              |              |              |      |  |
|  | Escocia          | Escocia          | 24               |           |           |             |             |             |         |              |              |              |      |  |
|  | Escocia          | Escocia          | 24               |           | Sudáfrica | Sudáfrica   | 26          |             |         |              |              |              |      |  |
|  |                  |                  |                  |           | Sudáfrica | Sudáfrica   | 26          |             |         |              |              |              |      |  |
|  |                  |                  | Irlanda          | Irlanda   | 0         |             |             |             |         |              |              |              |      |  |
|  | Inglaterra       | Inglaterra       | Irlanda          | Irlanda   | 0         | 12          |             |             |         |              |              |              |      |  |
|  | Inglaterra       | Inglaterra       |                  |           |           |             |             |             |         |              |              |              |      |  |
|  | Irlanda          | Irlanda          | 24               |           |           |             |             |             |         |              |              |              |      |  |
|  | Irlanda          | Irlanda          | 24               |           |           |             |             |             |         | Sudáfrica    | Sudáfrica    | 33           |      |  |
|  |                  |                  |                  |           |           |             |             |             |         | Sudáfrica    | Sudáfrica    | 33           |      |  |
|  |                  |                  | Australia        | Australia | 7         |             |             |             |         |              |              |              |      |  |
|  | Australia        | Australia        | Australia        | Australia | 7         | 29          |             |             |         |              |              |              |      |  |
|  | Australia        | Australia        |                  |           |           |             |             |             |         |              |              |              |      |  |
|  | Estados Unidos   | Estados Unidos   | 14               |           |           |             |             |             |         |              |              |              |      |  |
|  | Estados Unidos   | Estados Unidos   | 14               |           | Australia | Australia   | 28          |             |         | Tercer lugar | Tercer lugar | Tercer lugar |      |  |
|  |                  |                  |                  |           | Australia | Australia   | 28          |             |         | Tercer lugar | Tercer lugar | Tercer lugar |      |  |
|  |                  |                  | Argentina        | Argentina | 12        |             |             |             |         |              |              |              |      |  |
|  | Argentina        | Argentina        | Argentina        | Argentina | 12        | 26          |             |             | Irlanda | Irlanda      | 5            |              |      |  |
|  | Argentina        | Argentina        |                  |           |           |             |             |             | Irlanda | Irlanda      | 5            |              |      |  |
|  | Francia          | Francia          | 21               |           |           |             |             |             |         |              | Argentina    | Argentina    | 12   |  |
|  | Francia          | Francia          | 21               |           |           |             |             |             |         |              | Argentina    | Argentina    | 12   |  |
|  |                  |                  |                  |           |           |             |             |             |         |              |              |              |      |  |

| Bandera de Sudáfrica   |
| Campeón Sudáfrica      |
| 4º título del circuito |